# テオファネス (証聖者)
証聖者テオファネス (ギリシア語: Θεοφάνης Ὁμολογητής; 758/760年ごろ – 817/818年3月12日) は、東ローマ帝国（ビザンツ帝国）の貴族、修道士、年代記者。皇帝レオーン4世ハザロスに仕えた後、修道生活に入った。787年に第2ニカイア公会議に出席してイコン崇敬を擁護したが、後に皇帝レオーン5世アルメニオスがイコノクラスムを復活させた際に投獄された。後に釈放されたものの、間もなく死去した。
テオファネスは正教会とカトリック教会において聖人とされ、祝祭日は3月12日である。10月11日が祝祭日であるニカイアのテオファネスとは別人である。

## 生涯
テオファネスはコンスタンティノープルで、イコン崇敬派の裕福な貴族の家に生まれた。父はエーゲ海諸島の総督イサキオス。母テオドラについては、出身家名は分かっていない。3歳の時に父を亡くしたテオファネスは、皇帝コンスタンティノス5世 (在位: 740年–775年) によって宮廷で育てられ、教育を受けた。成長した彼は、レオーン4世ハザロスの元で官職を歴任した。
テオファネスは12歳の時に結婚したが、妻を説得して純潔を守った。779年に義父が無くなると、宗教的生活を貫くため、妻と合意の上で離婚した。妻はコンスタンティノープルに近い島の女子修道院に入ったのに対し、テオファネスはアナトリア半島のマルマラ海沿い、キュジコスに近いシギアネ地方のポリュフロニオス修道院に入った。その後、彼はカロニモス島にある自分の領地に修道院を建設し、ここで高度な写本政策の技術を身に着けた。
6年後、シギアネに戻ったテオファネスは大修道院を建設し、そこの修道院長となった。その地位の元で787年、彼は第2ニカイア公会議に出席し、イコン崇敬を擁護する布告に署名した。
しかしレオーン5世アルメニオス (在位:813年–820年)は、即位後にイコノクラスムを復活させ、テオファネスをコンスタンティノープルに召喚した。レオーン5世は公会議において共にイコン崇敬を非難するよう説得したが、テオファネスはなびかなかったために投獄され、2年にわたり無慈悲な扱いを受けた。817年、苦難に打ち勝ち釈放されたテオファネスはサモトラケへ追放され、17日後に死去した。彼の死後に様々な奇跡が報告され、それらが起きた可能性が最も高い3月12日を記念日として、ローマ教会の殉教者名簿に記録された。

## 年代記
テオファネスは、友人のゲオルギオス・シュンケロスに執拗に頼まれ、810年から815年にかけて彼の年代記 (Χρονογραφία, Chronographia)の執筆を引き継いだ。彼の文章の言語は、堅苦しい教会語と地元の俗ギリシア語の中間に位置する。彼が執筆にあたり利用した史料は3つ、まずシュンケロスが事前に用意していたもの、次にコンスタンティノープルのソクラテスやソゾメノス、テオドレトスらの著作からテオドロス・アナグノステスが引用した文章、最後にコンスタンティノープル市の年代記である。シリル・マンゴーによれば、年代記を製作するうえでテオファネスの労力が占める割合はそこまで大きくなく、やはり大部分はシュンケロスの業績であったとしている。これに基づけば、テオファネスの主な仕事は、シュンケロスが集めた大雑把な史料をまとめて形にしたことであったといえる。
年代記中でテオファネスが書いている部分は、284年のディオクレティアヌス即位（この内容の部分でゲオルギオス・シュンケロスの年代記は途絶えている）から813年のミカエル1世ランガベーの没落までである。この範囲の記述には、現存しない7，8世紀のビザンツ帝国の歴史家の叙述が多く引用されており、非常に歴史的価値が高い。7-9世紀のビザンツ帝国は政治・軍事的に苦境に陥り、文化・知的活動も停滞したため「暗黒時代」と表現されるが、テオファネスの年代記はこの「暗黒時代」についてギリシャ語で書かれた歴史記述としては現代まで残存したほぼ唯一のものである。
テオファネスの年代記は大きく2部に分かれている。1つ目は1年ごとに歴史を記述した年代記そのものであり、もう一つは年代表である。しかし残念ながら、後者は極めて不正確である。おそらくテオファネスは表だけ作って年代日付を空白にしていたところを、後の誰かが出鱈目に埋めたものとみられている。前半の年代記部分では、テオファネスは慣例的な世界創造紀元から始まるキリスト教的年代と共に、表の形でローマ皇帝やペルシアの君主、アラブのカリフ、5人のエキュメニカル総主教の在位年数を併記している。しかしこれは逆にかなりの混乱を引き起こす結果に終わっている。
前半部は、批判的な洞察や年代の正確性に欠けるものの、それでもなお大部分のビザンツ年代記より優れていると評価されている。とりわけユスティニアヌス2世の治世初期 (565年)の記述は多くの現存しない文献を引用しており、貴重なものとなっている。
テオファネスの『年代記』は後の年代記者たちにも引用されたほか、873年から875年にかけてラテン語版も制作された。訳者はローマ教皇の司書官アナスタシウスで、彼は9世紀半ばにヨハンネスという助祭のためにニケフォロスやゲオルギオス・シュンケロス、テオファネスの年代記を翻訳し、それ以降テオファネスの著作は西ヨーロッパにも知られるようになった。
後にコンスタンティノス7世の命により、続テオファネス年代記と呼ばれる961年までの続編が編纂された。携わった年代記者たちの名は分かっていない。